# 布里恩茨附近霍夫施泰滕

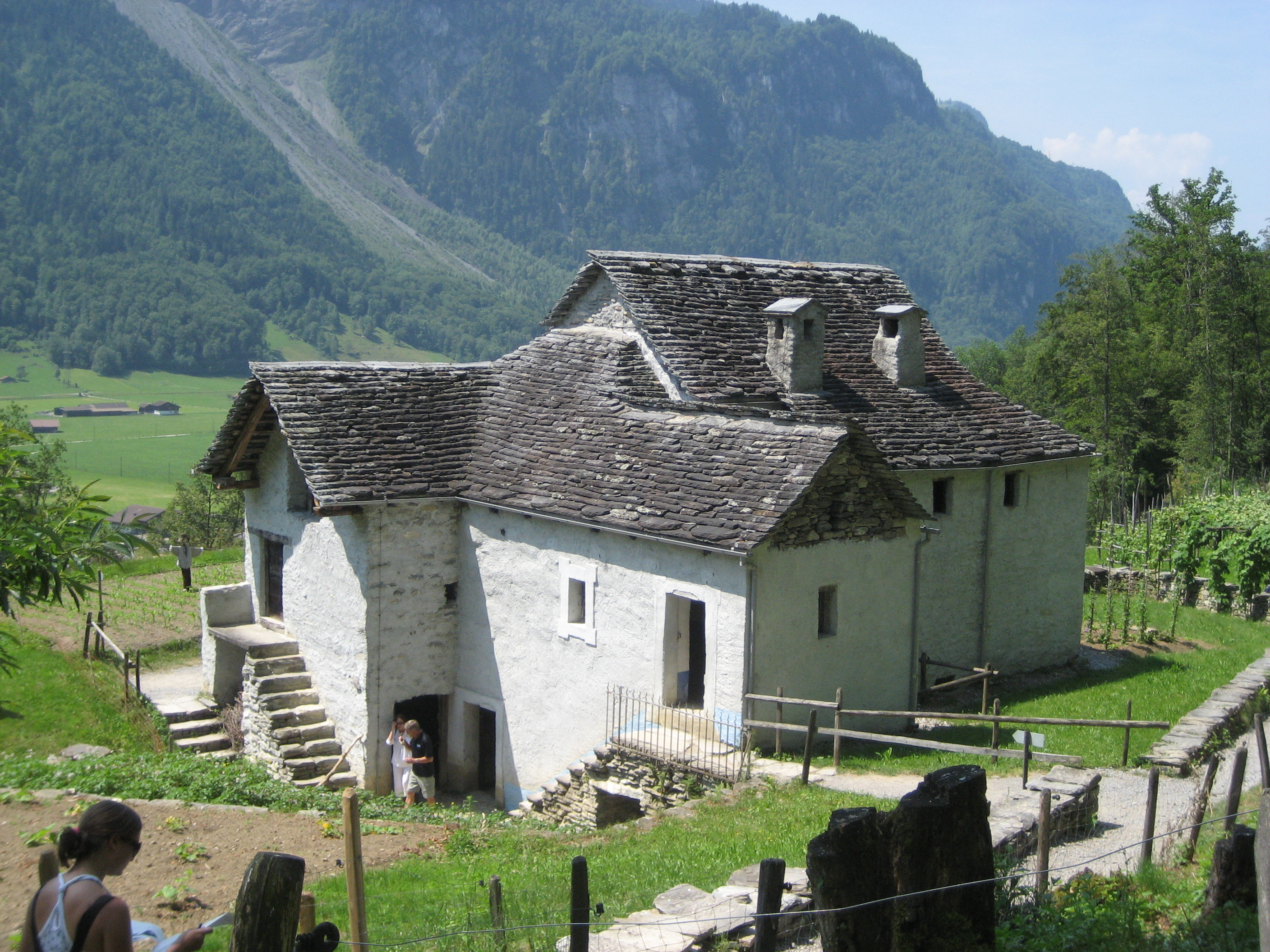

布里恩茨附近霍夫施泰滕（德语：Hofstetten bei Brienz）是瑞士的城鎮，位於該國中西部，由伯恩州負責管轄，面積8.76平方公里，海拔高度646米，2011年人口555，七成半人口信奉基督教，人口密度每平方公里63人。